# Preambolo alla Costituzione degli Stati Uniti d'America

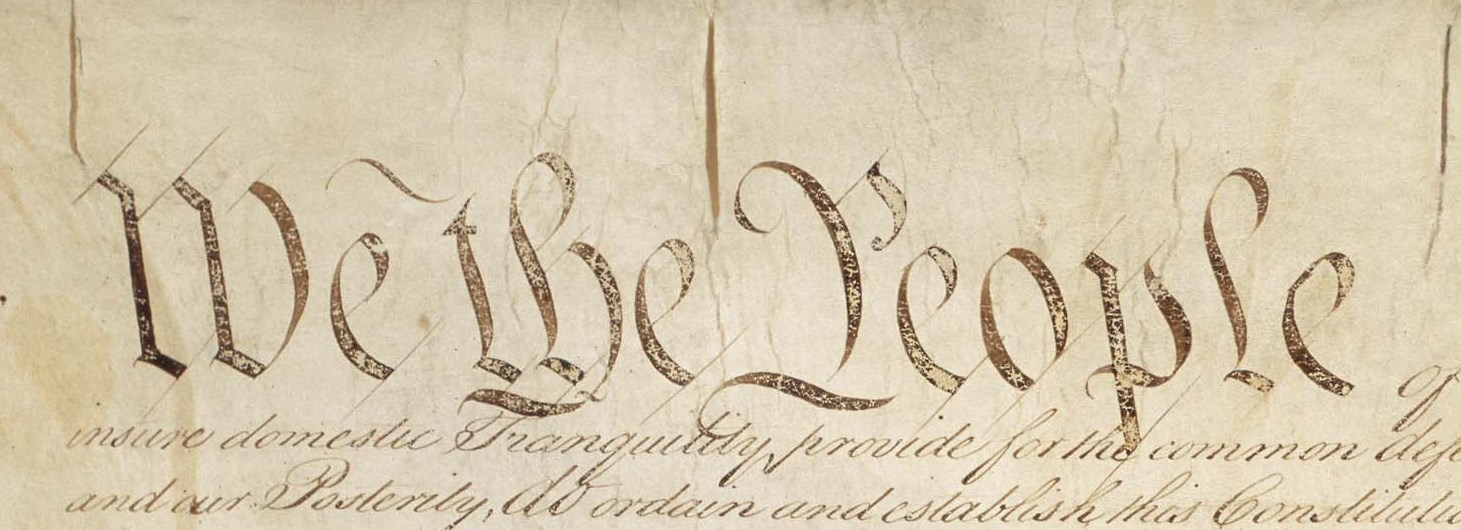
Dettaglio del preambolo della Costituzione

Il Preambolo alla Costituzione degli Stati Uniti d'America, che inizia con le parole «We the People» ("Noi, il Popolo"), è una breve dichiarazione introduttiva degli scopi fondamentali e dei principi guida della Costituzione. I tribunali l'hanno definita una prova affidabile delle intenzioni dei Padri fondatori riguardo al significato della Costituzione e di ciò che speravano la Costituzione avrebbe ottenuto.

## Testo
ordiniamo e stabiliamo questa Costituzione per gli Stati Uniti d'America.»

## Storia
Il preambolo è stato scritto principalmente dal padre fondatore Gouverneur Morris, un delegato della Pennsylvania alla Convenzione costituzionale del 1787 tenutasi all'Independence Hall di Filadelfia.
All'epoca in cui è stata redatta la Costituzione, era consuetudine inserire un preambolo ed è probabile che tale incarico venne affidato dal comitato a Morris che lo scrisse alla fine dei lavori.

## Interpretazione
Nel saggio del 1833, Commentaries on the Constitution of the United States, Joseph Story rileva come il vero scopo del preambolo sia quello di delineare l'estensione, la natura e l'applicazione dei poteri effettivamente conferiti dalla Carta costituzionale.